# Sture Pettersson
Sture Pettersson (n. 30 septembrie 1942, Vårgårda, Älvsborg County⁠(d), Suedia – d. 26 iunie 1983, Alingsås, Älvsborg County⁠(d), Suedia) a fost un ciclist de performanță ce a reprezentat Suedia, medaliat olimpic. A participat la 2 ediții ale Jocurilor Olimpice (1964, 1968) în care a câștigat o medalie de argint și o medalie de bronz.